# Santuário de Azambuja
O Santuário Nossa Senhora de Azambuja é um santuário católico localizado na cidade de Brusque, em Santa Catarina. Possui em seu complexo, além do templo religioso o Museu arquidiocesano Dom Joaquim,o Hospital arquidiocesano Cônsul Carlos Renaux e o Seminário metropolitano Nossa Senhora de Lourdes.

## Histórico
O antigo Caminho do Ribeirão ou Caminho do Meio passou depois a ser chamado apenas Azambuja, possivelmente uma homenagem ao conselheiro Bernardo Augusto Nascentes d’Azambuja.
Os primeiros colonos do distrito de Treviglio, na Itália, chegaram por volta de 1875 e iniciaram a construção de uma capela em honra de Nossa Senhora de Caravaggio, que veio a medir 6 metros de comprimento por 3 metros de largura, feita de tijolos ali mesmo fabricados, onde foi colocado um quadro, vindo da Itália, de Nossa Senhora de Caravaggio. Este quadro hoje encontra-se no Museu arquidiocesano Dom Joaquim.

Devido as romarias e peregrinações, em 1892 é iniciada a construção de uma nova igreja, pelo Pe. Antônio Eising, medindo 10 metros de largura por 12 metros de comprimento, que foi concluída em 1894. A tradicional festa de Nossa Senhora de Azambuja é comemorada desde 1892 e em 15 de agosto de 1900 foi celebrada a primeira festa da Assunção de Nossa Senhora.

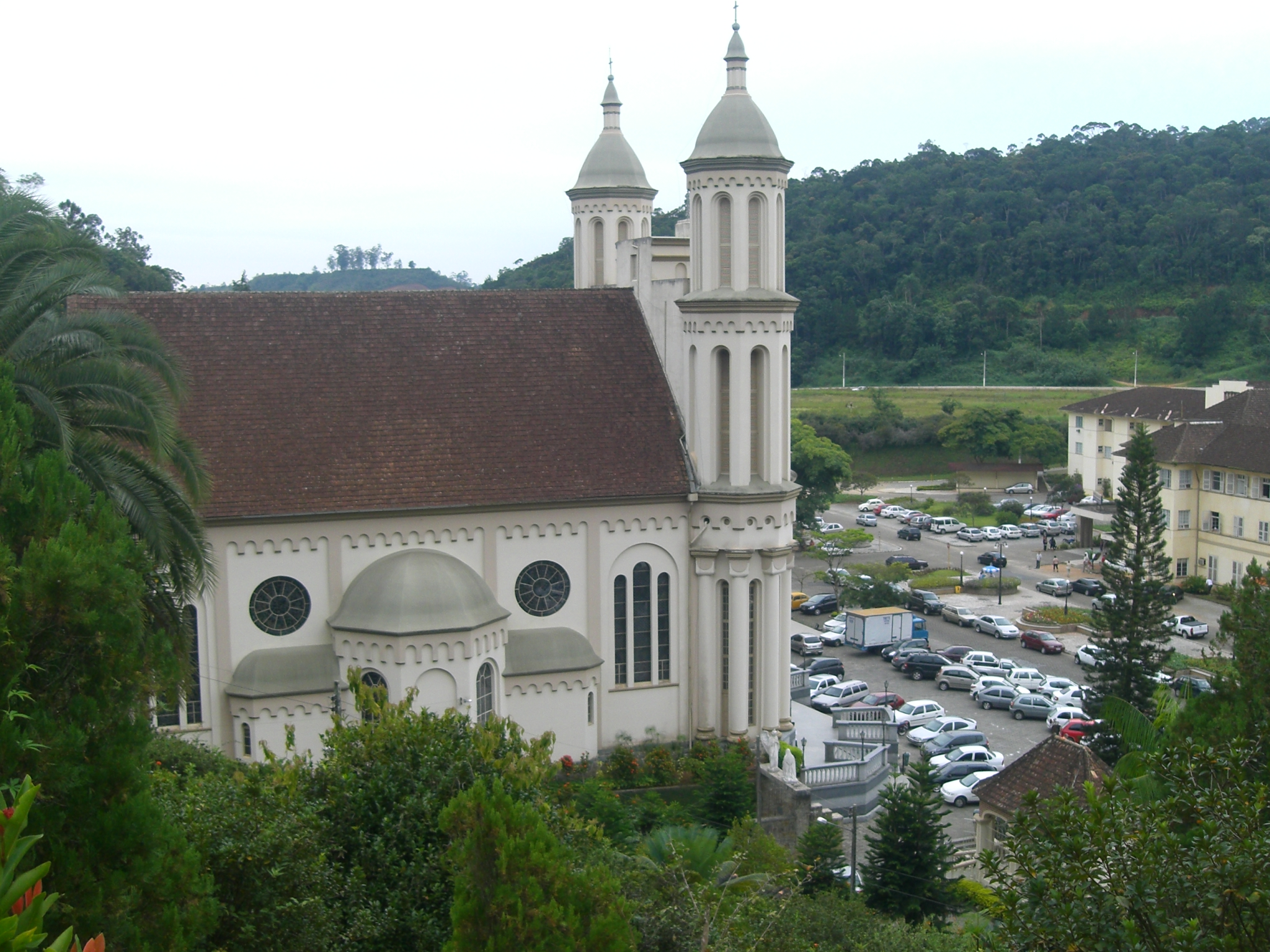
Vista lateral do santuário.

Devido a crescente importância, em 1 de setembro de 1905, por determinação do bispo diocesano de Curitiba Dom Duarte Leopoldo e Silva, a capela de Azambuja é elevada à dignidade de Santuário Episcopal, agora com o título de Santuário de Nossa Senhora de Azambuja.
Em 8 de dezembro de 1939 foi lançada a pedra fundamental do terceiro santuário, que foi erguido ao redor do segundo santuário, cuja nave central tem 45 metros de comprimento por 16 metros de largura e 20 metros de altura. O segundo santuário é demolido entre junho e setembro de 1941.

A consagração do templo, por Dom Joaquim Domingues de Oliveira, ocorreu apenas em 26 de maio de 1956.